# Heteralex aspersa
Heteralex aspersa är en fjärilsart som beskrevs av W. Warren 1894. Heteralex aspersa ingår i släktet Heteralex och familjen mätare. Inga underarter finns listade i Catalogue of Life.